# Communauté de communes de Douve et Divette
La communauté de communes de Douve et Divette est une ancienne communauté de communes française, située dans le département de la Manche et la région Normandie.

## Historique
La communauté de communes est créée le 20 novembre 1992, regroupant neuf communes.
Le 1er janvier 2017, elle fusionne avec les communautés de communes des Pieux, de la Côte des Isles, de la Vallée de l'Ouve, du Cœur du Cotentin, de la région de Montebourg, de Saint-Pierre-Église, du Val de Saire et de la Saire auxquelles s'ajoutent les communes nouvelles de Cherbourg-en-Cotentin et de La Hague pour former la communauté d'agglomération du Cotentin.

## Composition
L'intercommunalité fédérait les neuf communes du canton de Cherbourg-Octeville-3, hors Cherbourg-Octeville :
| Nom                    | Code Insee | Gentilé         | Superficie (km2) | Population (dernière pop. légale) | Densité (hab./km2) |
| ---------------------- | ---------- | --------------- | ---------------- | --------------------------------- | ------------------ |
| Martinvast (siège)     | 50294      | Martinvastais   | 10,31            | 1 238 (2014)                      | 120                |
| Couville               | 50149      | Couvillais      | 8,60             | 1 089 (2014)                      | 127                |
| Hardinvast             | 50230      | Hardinvastais   | 7,30             | 880 (2014)                        | 121                |
| Nouainville            | 50382      | Nouainvillais   | 3,81             | 487 (2014)                        | 128                |
| Saint-Martin-le-Gréard | 50519      | Saint-Martinais | 2,86             | 490 (2014)                        | 171                |
| Sideville              | 50575      | Sidevillais     | 7,63             | 621 (2014)                        | 81                 |
| Teurthéville-Hague     | 50594      | Teurthévillais  | 12,73            | 1 005 (2014)                      | 79                 |
| Tollevast              | 50599      | Tollevastais    | 12,36            | 1 384 (2014)                      | 112                |
| Virandeville           | 50643      | Virandevillais  | 8,22             | 796 (2014)                        | 97                 |

## Compétences
- Aménagement de l'espace.
- Action pour le développement économique (zones d’activités économiques, aide à l'implantation d'entreprises, gestion de la taxe professionnelle).
- Ramassage scolaire.
- Collecte et traitement des déchets ménagers.
- Assainissement.
- Réseaux (eau potable, gaz, et infrastructures de télécommunication).
- Construction et fonctionnement des équipements' culturels, sportifs et scolaires.
- Logement et cadre de vie (logement social et aide aux personnes âgées).
- Voirie.

## Administration
| Période       | Période       | Identité                | Étiquette | Qualité                              |
| ------------- | ------------- | ----------------------- | --------- | ------------------------------------ |
| décembre 1992 | octobre 2000  | Étienne de Quatrebarbes | CDS       | Maire de Martinvast                  |
| octobre 2000  | avril 2008    | Mireille Prévost        |           | Maire-adjointe de Teurthéville-Hague |
| avril 2008    | décembre 2016 | Henri Destrès           |           | Maire de Sideville                   |